# Law & Order: Division of Field Investigation
Law & Order: Division of Field Investigation (Закон и Порядок: Отдел оперативных расследований) è una serie televisiva polieziesca russa. È il remake della serie TV Law & Order - Unità vittime speciali, creata da Dick Wolf. In Italia la serie è inedita.

## Trama
(Introduzione agli episodi di Law & Order: Division of Field Investigation, recitata da Steven Zirnkilton)
La serie è tratta da Law & Order: Unità vittime speciali, e racconta delle indagini e poi del processo che avviene contro gli stupratori e le persone violente nei confronti delle Vittime Speciali: i bambini e le donne.

## Personaggi e interpreti
- Detective Andrej Pankratov, interpretato da Ivan Oganesyan.
È detective di primo grado, cioè è il detective con più carriera di tutta la squadra.
- Tenente Maggiore Olga Brobrova, interpretata da Alisa Bogart.
È il Tenente e lavora in ufficio, è molto seria e, a volte, si rivela un po' troppo diffidente nei confronti dei colleghi e dei testimoni.
- Detective Pyotr Evdokimov interpretato da Valeriy Troshin.
Lavora in ufficio e vuole diventare Tenente.
- Detective Paulina Brobiz, interpretata da Anastasija Mikul'čina.
Lavora in squadra con il detective Andrej Prankatov. È molto ferrea e solare.
- Detective Anne Blitz, interpretata da Lina Seczòvin.
È il capitano della squadra, appare poco, infatti è presente in soli 11 episodi.
- Capitano Rita Gosstel, interpretata da Gladys Stone.
È un anziano capitano che entra spesso nelle indagini e si impiccia molto.

## Episodi
| Stagione         | Episodi | Prima TV Russia | Prima TV in Italia |
| ---------------- | ------- | --------------- | ------------------ |
| Prima stagione   | 12      | 2007            | inedita            |
| Seconda stagione | 24      | 2008            | inedita            |
| Terza stagione   | 24      | 2008-2009       | inedita            |
| Quarta stagione  | 24      | 2011            | inedita            |